# Marquesado de Rupit
El marquesado de Rupit es un título nobiliario español creado el 25 de enero de 1681 por el rey Carlos II a favor Francisco Antonio Bournonville y Perapertusa, caballero de la Orden de Santiago.
Su denominación hace referencia al castillo de Rupit, situado en la localidad del mismo nombre, que desde 1977 pertenece al municipio de Rupit y Pruït, de la comarca de Osona.

## Marqueses de Rupit

Escudo de Rupit y Pruit, provincia de Barcelona

|                        | Titular                                                                         | Periodo                |
| Creación por Carlos II | Creación por Carlos II                                                          | Creación por Carlos II |
| ---------------------- | ------------------------------------------------------------------------------- | ---------------------- |
| I                      | Francisco Antonio Bournonville y Perapertusa                                    | 1681-1726              |
| II                     | Francisco Salvador de Bournonville y Eril                                       | 1726-1751              |
| III                    | María Josefa Pons de Mendoza y Bournonville                                     | 1751-1767              |
| IV                     | Pedro Pablo Abarca de Bolea y Pons de Mendoza                                   | 1767-1798              |
| V                      | Pedro Pablo de Alcántara Fadrique de Silva Fernández de Híjar y Abarca de Bolea | 1798-1808              |
| VI                     | Agustín Pedro de Silva Fernández de Híjar y Palafox                             | 1808-1817              |
| VII                    | Francisca Javiera de Silva y Fitz-James Stuart                                  | 1817-1818              |
| VIII                   | José Rafael Fadrique de Silva Fernández de Híjar y Palafox                      | 1818-1863              |
| IX                     | Agustín de Silva Bernuy y Valda                                                 | 1863-1872              |
| X                      | Jaime de Silva y Mitjans                                                        | 1922-1963              |
| XI                     | Jaime de Silva y Agrela                                                         | 1963-1977              |
| XII                    | Fabiola de Silva y Mora                                                         | 1977-actual titular    |

## Historia de los Marqueses de Rupit
- Francisco Antonio de Bournonville y Perapertusa (1660-1726), I marqués de Rupit[3] y III vizconde de Joch.[3] Era hijo de Juan Francisco Benjamín de Bournonville y de María de Perapertusa Vilademany y Cruilles (Barcelona 1636-1660), hija de Antonio de Perapertusa y Blán-Ribera, I vizconde de Joch, y de Cecilia Alvisón Jerónima Clariana y Descallar.[4]

Casó con María Mariana Eril-Orcau, o Manuela de Eril, hija de Olaguer de Eril, barón de Orcau (m. 1681). Le sucedió su hijo:
- Francisco Salvador de Bournonville y Eril (1684-1751), II marqués de Rupit.[3]

Caso el 26 de diciembre de 1726 con María Josefa de Ribera y de Josa, hija de José Antonio de Ribera y de Espuny-Claramunt, conde de Claramunt.   Sin descendencia, le sucedió su sobrina, hija de su hermana María Ignacia de Bournonville y Eril y de su esposo, Bernardo Agustín Miguel Pons de Mendoza y de Salvá (m. 1720), III conde de Robres y III marqués de Vilanant.
- María Josefa Pons de Mendoza y Bournonville (Barcelona, 24 de febrero de 1702-Barcelona, 16 de enero de 1767), III marquesa de Rupit,[7] IV marquesa de Vilanant, V vizcondesa de Joch y IV condesa de Robres.[7][8]

Casó el 3 de junio de 1715 con Pedro de Alcántara Buenaventura Abarca de Bolea y Bermúdez de Castro (1699-8 de enero de 1742), II duque de Almazán, IV marqués de las Torres (Aragón), IX conde de Aranda, grande de España y XIII vizconde de Rueda, y X vizconde de Biota y del Bayo. Sucedió su hijo:
- Pedro Pablo Abarca de Bolea y Pons de Mendoza (baut. 1 de agosto de 1719-1798), IV marqués de Rupit,[7] III duque de Almazán, X conde de Aranda, V marqués de las Torres (Aragón), V marqués de Vilanant, IV conde de Castellflorit, VI vizconde de Joch, XII vizconde de Rueda, XI vizconde de Biota, XIX barón de Gavín, XI barón de Trasmor caballero de la Orden de Toisón de Oro, presidente del Real Consejo de Castilla, capitán general de los reales ejércitos, embajador en Lisboa, París y Varsovia.[10]

Casó en primeras nupcias en 1739 con Ana María del Pilar de Silva Fernández de Híjar, hija de Isidro Francisco Fernández de Híjar y Portugal Silva, VII duque de Híjar, VII duque de Aliaga, VII duque de Lécera, IV marqués de Orani, etc., y de Prudenciana Portocarrero y Funes de Villalpando. Contrajo un segundo matrimonio, el 14 de abril de 1784, con María del Pilar de Silva y Fernández de Híjar, su sobrina nieta, viuda de Francisco Fernández de Córdoba y Alagón, I y único duque de Alagón. Tuvo tres hijos de su primer matrimonio, dos que fallecieron en la infancia, y una hija, Ignacia María del Pilar Abarca de Bolea y Fernández de Híjar, que falleció en 1764 antes que su padre, y casó con José María Pignatelli de Aragón y Gonzaga, III duque de Solferino. Sucedió su sobrino:
- Pedro Pablo de Alcántara Fadrique de Silva Fernández de Híjar y Abarca de Bolea  (Villarrubia de los Ojos, 25 de noviembre de 1741-Madrid, 23 de febrero de 1808),[11] V marqués de Rupit,[7] V duque de Bournonville,[12] XIII duque de Lécera,[13] IX duque de Híjar,[12] XV conde de Ribadeo,[11] VIII conde de Vallfogona,[11] IX duque de Aliaga,[14] V duque de Almazán,[11] VII marqués de Orani,[11] VII conde de Guimerá,[11] XIII conde de Salinas,[11] IX marqués de Almenara,[11] XIII marqués de Montesclaros, X conde de Palma del Río, XV conde de Belchite, XVII vizconde de Ebol, vizconde de Illa, de Canet, de Alquerforadat, de Ansovell, IX conde de Aranda, VI marqués de Torres de Aragón, VI marqués de Vilanant,[11] IX conde de Castellflorit. Era hijo de Joaquín Diego de Silva Fernández de Híjar, duque de Híjar, VIII duque de Aliaga, XII conde de Salinas, XIV conde de Ribadeo, VI marqués de Orani, etc., y de María Engracia Abarca de Bolea y Pons de Mendoza.[11]

Casó el 16 de julio de 1761 con Rafaela de Palafox y Croy d'Havré y Centurión (1744-1777), hija de Joaquín Felipe de Palafox y Centurión, IX marqués de La Guardia, IX marqués de Guadalest, VI marqués de Armunia, VI marqués de Ariza, IV conde de Santa Eufemia y de su segunda esposa, María Ana Carlota de Croy d'Havré y Lanti de la Róvere. Le sucedió su hijo:
- Agustín Pedro de Silva Fernández de Híjar y Palafox (14 de septiembre de 1873-12 de diciembre de 1817), VI marqués de Rupit,[16] VI duque de Bournonville,[17] XIV duque de Lécera,[13] X duque de Híjar,[14] XVI conde de Ribadeo,[16] IX conde de Vallfogona,[16] X duque de Aliaga,[14] VI duque de Almazán,[16] marqués de Almenara, XIV marqués de Montesclaros, XI conde de Palma del Río,[16] XIX conde de Belchite,[16] XIV conde de Salinas,[16] VIII conde de Guimerá,[16] XII conde de Aranda,[16]  VII marqués de Torres de Aragón, VII marqués de Vilanant,[16] X conde de Castellflorit, XVIII vizconde de Ebol, vizconde de Illa, de Canet, de Alquerforadat y de Ansovell, académico de número de la Real Academia Española, gentilhombre de cámara con ejercicio y servidumbre, caballero de la Orden del Toisón de Oro y gran cruz de Carlos III.[16]

Casó el 24 de enero de 1790, en Madrid, con María Fernanda Fitz-James Stuart y Stölberg, hija de Carlos Bernardo Fitz-James Stuart y Silva, XI marqués de la Jamaica, IV duque de Berwick, IV duque de Liria y Jérica, XI duque de Veragua, X duque de la Vega de la Isla de Santo Domingo, VI marqués de Tarazona, V marqués de San Leonardo, marqués de la Mota, XIII conde de Gelves, VIII conde de Ayala, XII conde de Monterrey, y de Carolina Augusta zu Stolberg-Gedern, princesa de Hornes. Sucedió su hija:
- Francisca Javiera de Silva y Fitz-James Stuart (1795-16 de septiembre de 1818), VII marquesa de Rupit,[16] VII duquesa de Bournonville,[17] XV duquesa de Lécera,[13] XI duquesa de Híjar,[14] XVII condesa de Ribadeo,[16] X condesa de Vallfogona,[16] XI duquesa de Aliaga,[18] VII duquesa de Almazán,[16] VIII marquesa de Orani, marquesa de Almenara, XV marquesa de Montesclaros, XII condesa de Palma del Río, XX condesa de Belchite,[16] XV condesa de Salinas,[16] IX condesa de Guimerá,[16] XIII condesa de Aranda,[16] XI conde de Castellflorit, VIII marquesa de Torres de Aragón, VIII marquesa de Vilanant,[16] XIX vizcondesa de Ebol, vizcondesa de Illa, de Canet, de Alquerforadat y de Ansovell.

Murió soltera sin descendientes. Le sucedió el hermano de su padre, su tío carnal:
- José Rafael Fadrique de Silva Fernández de Híjar y Palafox (Madrid, 29 de marzo de 1776-Madrid, 16 de septiembre de 1863), VIII marqués de Rupit,[16]  VIII duque de Bournonville,[17] XVI duque de Lécera,[13] XII duque de Híjar,[14] XVIII conde de Ribadeo,[16] XI conde de Vallfogona,[16] XII duque de Aliaga,[13] VIII duque de Almazán,[16] VIII marqués de Orani,[16]  marqués de Almenara, XVI marqués de Montesclaros, XIII conde de Palma del Río, XXI conde de Belchite,[16]  XVI conde de Salinas,[16]  X conde de Guimerá,[16]  XIV conde de Aranda,[16]  XII conde de Castellflorit, IX marqués de Torres de Aragón, IX marqués de Vilanant,[16] XI vizconde de Alquerforadat,[16]  XX vizconde de Ebol, Sumiller de Corps de los reyes Fernando VII e Isabel II, caballero de la Orden del Toisón de Oro, Orden de Carlos III|gran cruz de Carlos III y senador.[16]

Casó el 9 de agosto de 1801, en Madrid, con Juana Nepomucena Fernández de Córdoba Villarroel y Spínola de la Cerda, VIII condesa de Salvatierra, VII marquesa del Sobroso, marquesa de Loriana, marquesa de Baides, X marquesa de Jódar, marquesa de la Puebla de Ovando, VI marquesa de Valero, VII marquesa de San Vicente del Barco, VII marquesa de Fuentehoyuelo, vizcondesa de Villatoquite, hija de José Fernández de Córdoba Sarmiento de Sotomayor, VII conde de Salvatierra, V marqués de Valero, IX marqués de Baides, IX marqués de Jódar, etc., y de su segunda esposa, María Antonia Fernández de Villarroel y Villacís Vargas y Manrique. Le sucedió su nieto, hijo de Cayetano de Silva y Fernández de Córdoba (1805-1865), XVII duque de Lécera, XV conde de Aranda, XXII conde de Belchite, XVII conde de Salinas, etc., y de su esposa, María de la Soledad Bernuy y Valda:
- Agustín de Silva Bernuy y Valda (Madrid, 10 de mayo de 1822-16 de mayo de 1872), IX marqués de Rupit,[20] IX duque de Bournonville,[17][22] XVIII duque de Lécera,[13] XIV duque de Híjar, XX conde de Ribadeo,[20] XVIII conde de Salinas, X marqués de Orani,[20] VIII marqués de San Vicente del Barco, marqués del Sobroso, XV marqués de Almenara, XIV conde de Aranda, conde de Castellflorit, X conde de Salvatierra, vizconde de Alquerforadat, vizconde de Ebol, príncipe della Portella.

Casó el 5 de enero de 1852, en Madrid, con su tía, Luisa Ramona Fernández de Córdoba y Vera de Aragón, hija de Francisco de Paula Fernández de Córdoba y Lasso de la Vega, XIX conde de la Puebla del Maestre, y de María Manuela de Vera de Aragón y Nin de Zatrillas, marquesa de Peñafuerte. Sin descendientes, le sucedió su pariente, hijo de Jaime de Silva y Campbell (1852-1925), X duque de Bournonville, XIX duque de Lécera, dos veces grande de España, y de su esposa, Agustina Mitjans y Manzanedo (1859-1956), dama de la reina.
Rehabilitación en 1922
- Jaime de Silva y Mitjans (Madrid, 8 de junio de 1893-Madrid, 24 de abril de 1975),[25] X marqués de Rupit, título rehabilitado el 11 de febrero de 1922,[26] XII duque de Bournonville,[17] XX duque de Lécera,[13] XIX conde de Salinas (real decreto de rehabilitación de 8 de marzo de 1918)[24] VIII marqués de Fuentehoyuelo (por rehabilitación en 1921), XII marqués de las Torres, XI marqués de Vilanant (por rehabilitación a su favor en 1921), VIII conde de Castellflorit, (rehabilitado a su favor en 1921), XII vizconde de Alquerforadat y vizconde de Ebol, gentilhombre grande de España con ejercicio y servidumbre del rey Alfonso XIII.[24][a]

Casó el 26 de abril de 1919 con María del Rosario Agrela y Bueno (Granada, 1897-Madrid, 29 de julio de 1953), II condesa de Agrela, hija de Mariano Agrela y Moreno, I conde de Agrela, y de Leticia Bueno Garzón, también dama de la reina Victoria Eugenia de España e íntima amiga y confidente de esta. En 24 de mayo de 1963, por cesión, le sucedió su hijo:
- Jaime de Silva y Agrela (1910-1996), XI marqués de Rupit,[24] XIII duque de Bournonville,[17][29][17] XXI duque de Lécera,[23] XX conde de Salinas por cesión paterna (decreto del 25 de mayo de 1951),[24] IX marqués de Fuentehoyuelo,[24] XIII marqués de las Torres, XI marqués de Rupit, IX conde de Castellflorit, XIII conde de Vallfogona, III conde de Agrela (rehabilitación 1985), XV vizconde de Alquerforadat.

Casó el 29 de junio de 1945 con Ana María de Mora y Aragón (1921-2006), hija de Gonzalo de Mora, IV marqués de Casa Riera, y hermana de Fabiola de Mora y Aragón, anterior reina consorte de los belgas. En 1977, por cesión, le sucedió, su hija:
- Fabiola de Silva y Mora (n. San Sebastián, 3 de agosto de 1957), XII marquesa de Rupit.[21]